# Hero (álbum de Van Canto)
Hero es el segundo álbum de la banda alemana de a cappella y heavy metal Van Canto, lanzado el 26 de septiembre de 2008. Este es el primer lanzamiento de la banda con la discográfica GUN Records. En contraste con el álbum A Storm to Come, Hero contiene más canciones cover hechas a capela, con sólo cinco canciones siendo composiciones originales.
"Speed of Light" y la versión de Nightwish "Wishmaster" fueron lanzados como sencillos con videos musicales para promocionar el álbum. En 2010 se relanzó la canción cover de Angra "Carry on".
El álbum contiene once canciones, de las cuales seis son cover de otras bandas ("Kings of Metal" por Manowar, "Wishmaster" por Nightwish "The Bard's Song" por Blind Guardian, "Stormbringer " por Deep Purple, "Fear of the Dark" por Iron Maiden y "Carry On" por Angra), y una de ellas con artistas invitados, con Hansi Kürsch (de Blind Guardian) apareciendo en la canción "Take to the Sky".

## Lista de canciones

### Disco 1
| N.º | Título                                                     | Duración |  |
| 1.  | «Speed of Light»                                           |          |  |
| 2.  | «Kings of Metal (Versión de Manowar)»                      | 3:41     |  |
| 3.  | «Pathfinder»                                               | 4:48     |  |
| 4.  | «Wishmaster (Versión de Nightwish)»                        | 4:22     |  |
| 5.  | «The Bard's Song (Versión de Blind Guardian)»              | 3:08     |  |
| 6.  | «Quest for Roar»                                           | 3:32     |  |
| 7.  | «Stormbringer (Versión de Deep Purple)»                    | 3:51     |  |
| 8.  | «Take to the Sky (Junto a Hansi Kürsch de Blind Guardian)» | 4:14     |  |
| 9.  | «Fear of the Dark (Versión de Iron Maiden)»                | 7:09     |  |
| 10. | «Hero»                                                     | 5:18     |  |
| 11. | «Carry On (Versión de Angra)» (2010 relanzamiento)         | 5:09     |  |

### Disco: 2 (DVD)
1. The Mission
2. Battery
3. Battery (Cómo se hizo)
4. Speed of Light
5. Speed of Light (Cómo se hizo)
6. Rain
7. Brazil
8. Estudio
9. Canción por canción
10. Galería

## Créditos

### Miembros
- Dennis Schunke (Sly) – Vocalista
- Inga Scharf – Vocalista (efectos)
- Stefan Schmidt – Voces "rakkatakka" bajas, voces wahwah para los solos de guitarra
- Ross Thompson – Voces "rakkatakka" altas
- Ingo Sterzinger (Ike) – Voces "dandan" bajas
- Bastian Emig – Batería

### Artistas invitados
- Hansi Kürsch - Voz en Take to the Sky